# アドベンチャーズ・バイ・ディズニー
アドベンチャーズ・バイ・ディズニー（英: Adventures by Disney）は、ウォルト・ディズニー・カンパニー（ディズニー・エクスペリエンス）のディズニー・バケーション・クラブが企画しているエンターテインメントである。

## 概要
アドベンチャーズ・バイ・ディズニーは、2009年に登場し、現在でもディズニー・バケーション・クラブの中でもハイクラスの富裕層ファミリーをターゲットにしたコンテンツである。
主にディズニーサイト（ディズニーリゾート等のディズニー関連施設）が存在しない地域向けに、ディズニーサイトへのパッケージツアーなどを取り扱う。
予約をして各ゲストが訪れたい国を選べば、ウォルト・ディズニー・カンパニー（ディズニー・パークス・エクスペリエンス・プロダクツ）が直接旅行会社に連絡し、長期間その国を観光する事ができ、貸切制度や専門の付き添い人などもいる。

## 日本での展開
2018年2月10日から12日まで、千葉県浦安市舞浜で開催（ウォルト・ディズニー・ジャパン）されたD23 EXPO Japan 2018で日本での展開を2019年より開始するとウォルト・ディズニー・パークス・アンド・リゾーツが発表した。
また、2019年4月に日本国内の旅行にも「アドベンチャーズ・バイ・ディズニー」が対応した。

## 選択できる国

### アジア、アフリカ、オーストラリア
- オーストラリア 11泊
- 中国 11泊
- エジプト 9泊
- 南アフリカ 9泊
- ベトナム、カンボジア、ラオス 11泊
- 日本　9泊

### 中南米
- コスタリカ 6泊
- エクアドル 8泊
- ガラパゴス諸島 9泊
- ペルー 8泊
- コスタリカ 6泊

### ヨーロッパ
- アマルフィとトスカーナ 7泊
- イギリス 7泊
- フランス 7泊
- ドイツ 8泊
- ギリシャ 9泊
- アイルランド 7泊
- スウェーデン 7泊
- イタリア 8泊
- スコットランド 8泊
- スペイン 8泊

### 北米
- アラスカ 7泊
- ディズニークルーズラインでアラスカの驚異、7泊
- アリゾナとユタ 7泊
- モンタナとアルバータ、カナダ 6泊
- ナッシュビル 3泊
- ペンシルバニア 7泊
- 南カリフォルニア 5泊
- ワイオミング 6泊